# E. E. Evans-Pritchard
Edward Evan (E. E.) Evans-Pritchard (Crowborough, 21 de setembro de 1902 — Oxford, 11 de setembro de 1973) foi um antropólogo inglês que tem uma participação fundamental no desenvolvimento da Antropologia Social. Também foi professor de Antropologia Social na Universidade de Oxford entre 1946 e 1970.

## Vida e trabalho
Nascido em East Sussex, Inglaterra, foi educado no Winchester College e estudou história no Exeter College em Oxford onde foi influenciado por R. R. Marett, seguiu os estudos com uma pós-graduação na  London School of Economics (LSE). Na LSE começou a ser influenciado por Bronislaw Malinowski e especialmente Charles Gabriel Seligman, fundador da etnografia do Sudão. Seu primeiro trabalho de campo começou em 1926 com os Azande, povo da região do alto Rio Nilo, e resultou em um doutorado (1927) e seu clássico livro Bruxaria, oráculos e magia entre os Azande (1937). Evans-Pritchard continuou palestrando na LSE e conduziu pesquisas sobre os Azande e as terras do Bongo Country até 1930, quando começou um novo projeto de pesquisa entre as tribos Nueres.
Esse trabalho coincidiu com sua nomeação na Universidade do Cairo em 1932, onde fez uma série de palestras sobre religião que suportaram a influcência de Seligman. Depois de seu retorno à Oxford, continuou sua pesquisa sobre os Nuer. Foi durante este período que conheceu Meyer Fortes e A. R. Radcliffe-Brown. Pritchard começou a desenvolver o programa de Radcliffe-Brown sobre funcionalismo estrutural. Como resultado sua trilogia de trabalhos sobre os Nuer (The Nuer, Nuer Religion e Kinship and Marriage Among the Nuer) e o volume que ele co-editou intitulado African Political Systems vieram a se tornar clássicos da antropologia social britânica. Bruxaria, oráculos e magia entre os Azande é tido como a primeira grande contribuição antropológica para a sociologia do conhecimento através de sua postura neutra — alguns diriam "relativista" — na correção das crenças Zande sobre causação. O trabalho empírico de Evans-Pritchard nesse ramo se tornou bem conhecido pela filosofia da ciência e debates sobre racionalidade nas décadas de 1960 e 1970 envolvendo Thomas Kuhn e especialmente Paul Feyerabend.
Durante a Segunda Guerra Mundial Evans-Pritchard serviu na Etiópia, Líbia, Sudão e na Síria. No Sudão motivou tropas irregulares entre os Anuak a incitar os italianos a entrar em estado de guerra. Em 1942 foi induzido à Administração Militar Britânica de Cirenaica no norte da África, e foi com base em sua experiência lá que produziu The Sanusi of Cyrenaica. Documentando a resistência local da conquista italiana sobre a Líbia, se tornou um dos poucos autores de língua inglesa a escrever sobre a tariqa. Próximo ao final da guerra, em 1944, se converteu ao catolicismo.
Após uma breve tarefa em Cambridge, Evans-Pritchard se tornou professor de antropologia social na Universidade de Oxford e um associado a All Souls College. Ele permaneceu na All Souls College pelo resto de sua carreira. Dentre os estudantes de doutorado que aconselhou está M. N. Srinivas, o decano entre os sociologistas da Índia que cunhou alguns dos conceitos chave do discurso sociológico indiano, incluindo "Sanscritização" e "Sistema de castas da Índia". Um de seus notáveis alunos foi Talal Asad, que veio a lecionar na Universidade da Cidade de Nova Iorque. O clássico de Mary Douglas', Purity and Danger: An Analisys of Concepts of Pollution an Taboo, foi fundamentalmente influenciado pelas visões de Evans-Pritchard de como acusações, culpa e responsabilidade são usadas apesar das concepções culturamente específicas de desgraça e prejuízo.
Em 1971 foi agraciado com o título de "Sir", equivalente a "Cavaleiro do Império Britânico" (Knight of the British Empire), morreu em 11 de setembro de 1973 em Oxford.

## Últimas teorias
Os últimos trabalhos de Evans-Pritchard foram mais teóricos, usando suas experiências como antropólogo para filosofar sobre a natureza da antropologia e como deve ser a melhor maneira de praticá-la.
Em 1950 ele repudiou a visão comumente mantida de que a antropologia é uma ciência natural, argumentando que deveria fazer parte do grupo das ciências humanas, especificamente história. Evans-Pritchard argumentou que a questão principal encarada pelos antropólogos era de tradução - encontrar uma maneira de traduzir os pensamentos de um para a cultura do outro e além disso gerenciar uma forma de como entender isso e depois traduzir novamente para poder explicar para a o indivíduo da cultura original.
Em 1965, publicou o trabalho de grande influência Theories of Primitive Religion, argumentando contra as teorias existentes do que na época era chamado de práticas religiosas "primitivas". Demonstrou que os antropólogos raramente obtém sucesso na tentativa de "entrar" na mente do povo que estão estudando, dando maior ênfase às motivações que mais combinam com sua própria cultura, e não aquela que é o objeto de estudo. Também afirmou que os crentes e não-crentes confrontam o estudo de religiões de maneiras muito diferenciadas, com os não-crentes sendo rápidos ao buscar soluções biológicas, sociológicas ou fisiológicas para explicar religião como uma ilusão, e crentes demonstrando teorias explicando religião como um método de conceitualização e relativização da realidade.

## Família
Evans-Pritchard era chamado de "EP" pelos amigos e família, teve cinco filhos com sua esposa Ioma. Seu filho mais novo, Ambrose Evans-Pritchard, é um repórter investigativo para o jornal londrino Daily Telegraph e autor do livro The Secret Life of Bill Clinton.